# 張夫人 (前秦)
張夫人（ちょうふじん、? - 385年）は、五胡十六国時代前秦の第3代君主苻堅の寵妃である。

## 生涯
明弁にして才識を有しており、苻堅からは甚だ寵愛を受けた。
382年、苻堅は東晋征伐に強い意欲を燃やしており、群臣はこれを再三諫めていたものの全く聞き入れなかった。11月、張夫人はこれを諫めて「妾が聞くところによりますと、天地が万物を生み、聖王が天下を治めるのは、全て自然の流れに順じているものであり、故に成果が上がらない事はないといいます。黄帝が牛を服して、馬に乗る事を是としたのは、その性によるものです。禹が九川を浚い、九沢を障ったのは、その地勢によるものです。后稷が百穀播殖を耕作したのは、その時機によるものです。湯・武が天下の軍を率いて桀・紂を攻めたのは、その人心によるものです。いずれも成に則り、敗に則っておりません。今、朝野問わずみな晋を伐つべきではないと言っておりますが、陛下は独断でこれを決行しようとしており、この妾には陛下が何に従っているのか分かりません。書経によりますと『天の聡明は民の聡明に依る』といいます。天でも猶民に依っているというのに、ましてや人ではどうでしょうか！また、妾が聞くところによりますと、王者の出師というのは、必ず上は天道を観て、下は人心に順じるといいます。今、人心には既に背いており、天道の験がどうか試してみる事を請います。諺には『鶏夜鳴者不利行師、犬群嗥者宮室将空、兵動馬驚、軍敗不歸（鶏が夜に鳴けば出師に利はなく、犬が群れて騒げば宮殿は空となり（滅亡する）、武具が動いて馬が驚けばその軍は敗れて帰ることはない）』といいます。昨年の秋より、多数の鶏が夜に鳴き、群れた犬は哀しく吠え、厩の馬は多くが驚いており、武庫の兵器は自然に動いて音を立てていると聞いております。これらはいずれも、出師の祥ではありません」と述べたが、苻堅は「軍旅（戦争）の事は、婦人が預かる所ではない！」と言い、取り合わなかった。
383年、苻堅は遂に江南征伐を実行に移そうとすると、張夫人はこれに従軍する事を請うた。その夜、苻堅は夢を見たが、その内容は城内に葵が生えるというものであった。夜が明けてから苻堅はこの内容を張夫人に話し、その吉凶について尋ねた。張夫人は「もし軍を招集して遠行すれば、困った事になるかも知れません」と述べた。また苻堅は夢を見たが、その内容は地が東南に傾くというものであった。苻堅はまたこの内容について張夫人に問うと「江東を平らげる事は出来ません。我が君は南行してはなりません。これは必敗の象です」と述べたが、苻堅は従わなかった。
こうして総勢100万を超すともいわれる兵力を動員して江南征伐を敢行し、前秦軍は建康に迫るも淝水の戦いで歴史的大敗を喫してしまい、これにより中華統一の夢は断たれることとなり、さらに前秦に服属していた諸部族の謀反を引き起こしてしまった。苻堅はこれを大いに恥じ入ると、張夫人を顧みて「朕が朝臣の言を用いていたならば、どうして今日のような事が見えるであろうか！何の面目があってまた天下に臨めばよいのか！」と慟哭し、その場で号泣した。
384年、元前燕の皇族であった慕容沖もまた苻堅に反旗を翻して西燕を興すと、大軍を率いて長安城を包囲するに至った。
385年5月、苻堅は長安を放棄して五将山へ逃走すると、張夫人もまたこれに付き従った。7月、苻堅は五将山へ到着したが、後秦の君主姚萇はこれを包囲して苻堅・張夫人らを捕らえ、新平へ送還した。
8月、 苻堅は張夫人へ「羌奴如きに我が子が辱められるなど、どうして許していいだろうか！」と述べると、先んじて愛娘の苻宝・苻錦を自らの手で殺害した。その後、 苻堅は姚萇により新平仏寺において殺害された。張夫人もまた後を追うように自殺した。